# 率宾府
率宾府，渤海国设置的府。

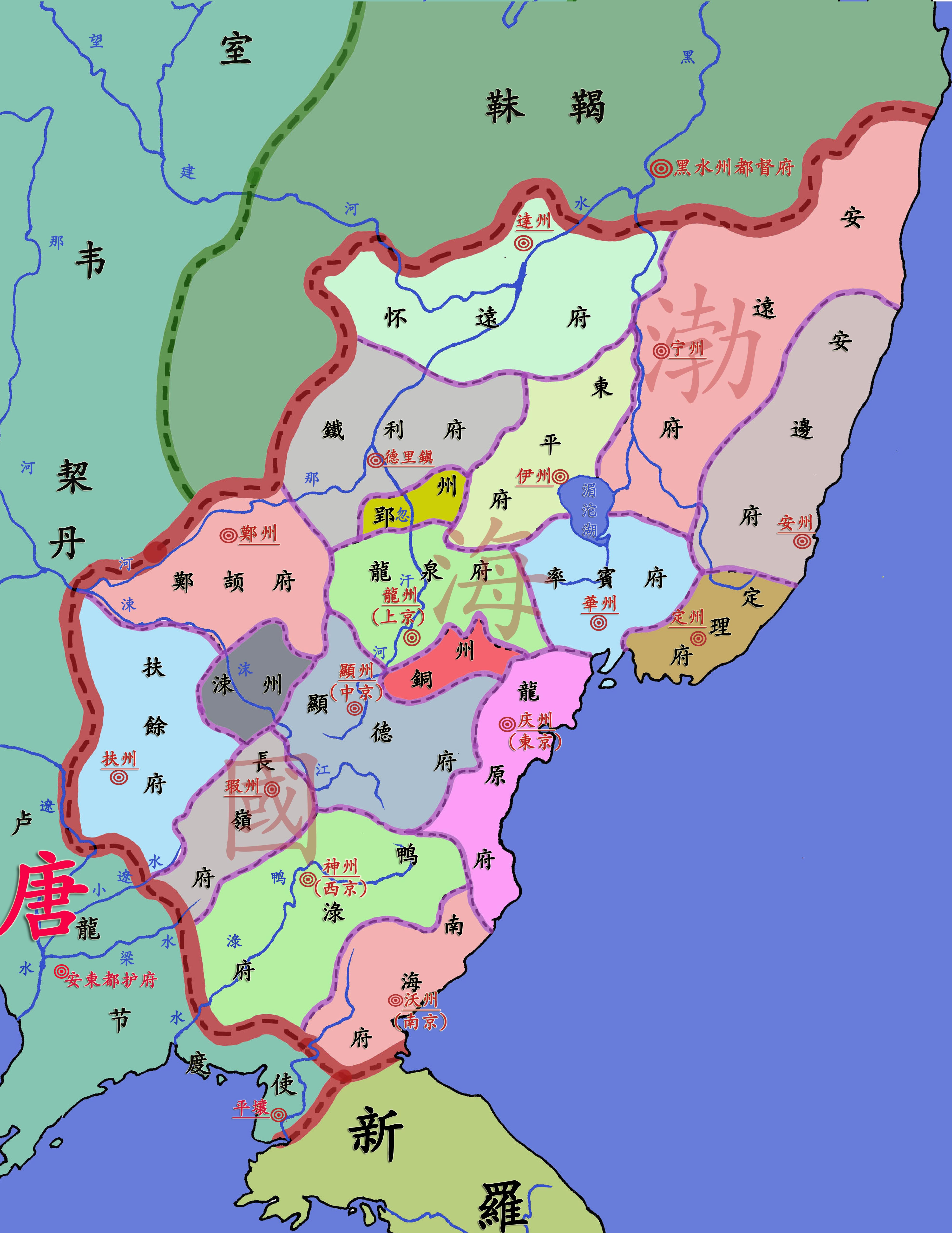
渤海國行政區劃

治所在今俄罗斯乌苏里斯克（双城子）。因率宾水（今绥芬河）得名。辖境约当今绥芬河流域及其附近地区。金朝时，改置恤品路。蒲鲜万奴建东夏国时仍称率宾路。东夏国亡，废。 